# Ergatettix guentheri
Ergatettix guentheri är en insektsart som beskrevs av Steinmann 1970. Ergatettix guentheri ingår i släktet Ergatettix och familjen torngräshoppor. Inga underarter finns listade i Catalogue of Life.